# Афлах
Афлах ас-Саклабі (араб. أفلح الصقلبي; д/н — 1014) — 1-й емір Альмерійської тайфи в 1012—1014 роках.

## Життєпис
Був військовиком з сакаліба. Брав участь у походах хаджиба Аль-Мансура та його синів. В подальшому перебував під орудою Хайрана, разом з яким 1009 року підтримав претендента на трон Мухаммеда II. 1010 року брав участь у боротьбі проти берберів, що набули більшої ваги. 1012 року після поразки сакаліба втік до Альмерії, де захопив владу. Тут він переміг берберського ватажка Ібн Равіса.
1014 року проти Афлаха, що бажав бути самостійним, виступив його колишній командувач Хайран, який після декількомісячної облоги захопив Альмерію. Афлах загинув, а тайфу захопив Хайран.